# 因島市のうた
「因島市のうた」（いんのしましのうた）は、日本の広島県因島市（現：尾道市因島地区）でかつて制定されていた市歌である。作詞・牧由起子、補作・竹中郁、作曲・樋口昌道。

## 解説
1954年（昭和29年）の市制1周年記念事業として毎日新聞大阪本社から協賛を受け、歌詞を懸賞募集した入選作を基に5月1日付で市章と併せて制定された。同年10月に日本コロムビアがA面に伊藤久男の歌唱による「因島市のうた」、B面に久保幸江と霧島昇の歌唱による新民謡「因島小唄」（作詞：野村俊夫、作曲：米山正夫）を収録したSP盤（規格品番：PR1449）を製造している。

### 現状
2005年（平成17年）まで発行されていた市勢要覧には「因島市のうた」の歌詞と楽譜の紹介が設けられていたが、制定主体の因島市は2006年（平成18年）1月10日に尾道市へ編入合併されて消滅した。尾道市・因島市合併協議会では市歌の扱いに関する明文の取り決めは無く、合併元の法人格が存続する編入合併方式が採られたため合併後の市歌は1958年（昭和33年）制定の「尾道市民の歌」に統一されている。
「因島市のうた」は市民合唱祭で斉唱されるなど、地域住民にとっては馴染み深い楽曲であったため公的に失効・廃止の扱いとなって以降も尾道市因島地区の住民の間で自主的に継承されており、地域の行事で演奏の機会が設けられる場合がある。